# Бордо-Бегль
«Уньон Бордо-Бегль» (фр. Union Bordeaux Bègles) — французский регбийный клуб, выступающий в высшем дивизионе национального чемпионата. Команда стала участником элитного дивизиона по итогам сезона 2010/11, став победителем второй лиги. Кроме того, жирондинский коллектив играет во втором по значимости международном европейском соревновании — Европейском кубке вызова.
Клуб был создан в 2006 году в результате объединения команд «Стад Бордле» и «КА Бордо-Бегль Жиронд». Домашние матчи «Уньон» проводит на стадионе «Стад Андре-Мога», способном принять 10 тысяч зрителей. Некоторые встречи, требующие большей вместимости, переносятся на крупную арену «Стад Жак-Шабан-Дельма», инфраструктура которого пригодна для посещения матча почти 35 тысячами болельщиков. «Стад Бордле» становился чемпионом Франции семь раз, «Жиронд» был лучшей командой страны дважды. Таким образом, «Уньон Бордо-Бегль» унаследовал девять титулов национального чемпиона. Команда играет в бело-бордовой форме. 

## История
Болельщики Бордо долгое время испытывали отсутствие в городе ведущего клуба: за право считаться флагманом жирондинского регби сражались «Стад Бордле» и «Бордо-Бегль Жиронд». «Стад Бордле» был одним из лучших клубов Франции на стыке XIX и XX веков (в 1899—1911 годах клуб выиграл семь чемпионатов), но затем команда вступила в кризисный период и продолжила выступления в любительских турнирах. «Бегль» не достигал особых успехов в период до Первой мировой войны, и первый титул команда получила только в 1969 году. Следующая победа состоялась более, чем через два десятилетия, в 1991 году, а в 1995 клуб дебютировал в новом европейском турнире — кубке Хейнекен. Переход в новое тысячелетие оказался для клуба затруднительным. «Бегль» вылетел во Второй дивизион по итогам сезона 2002/03, а через некоторое время оказался ещё на уровень ниже — в лиге Федераль 1. «Стад Бордле», в свою очередь, двигался в обратном направлении: команда завоевала право играть во второй лиге.
В 2005 году появился план объединения клубов, гневно воспринятый болельщиками обеих команд. С другой стороны, слияние поддерживалось рядом влиятельных игроков прошлых лет, в частности, Сержем Симоном и Бернаром Лапортом. Одним из основных аргументов в пользу объединения активов был тот факт, что местные компании стоят перед сложным выбором инвестировать в одну или в другую команду. 10 марта 2006 года было объявлено о создании организации «Бордо Рагби Метрополи», которая объединила ряд местных предприятий, желавших принять участие в создании большого жирондинского клуба.
Презентацию «Метрополи» посетили 25 тысяч горожан и 100 компаний. При содействии юнионистов исторические разногласия между клубами были частично сглажены. Был подписан договор об объединении, в сопутствующий комитет были избраны представители как «Бордо-Бегля» (Мишель Мога, Альбан Мога, Раймон Шатене), так и «Стад Бордле» (Жан-Пьер Ламарк, Эрв Аргу, Филипп Мулья). Договор подразумевал объединение только профессиональных секций клубов, молодёжные же команды продолжили независимое существование.
Новая команда с турнирной точки зрения стала правопреемницей «Бордле» и заняла место во второй лиге. Первым президентом клуба стал Фредерик Мартини, затем, на старте сезона—2006, полномочия перешли в предпринимателю Лорану Марти. Марти способствовал принятию решения об использовании командой арены «Стад Андре-Мога де Бегль». Кроме того, весной 2008 года президент изменил сложное название клуба Union Stade bordelais — Club athlétique Bordeaux-Bègles Gironde на более простое Union Bordeaux Bègles. Не менее заметным стало и финансовое участие Марти. Если в сезоне 2007/08 бюджет клуба составлял €3,8 млн., то в следующем сезоне команда располагала уже €4,2 млн.
По итогам розыгрыша второй лиги в сезоне 2010/11 клуб занял пятое место в турнирной таблице и получил право сыграть в итоговых плей-офф. В полуфинале команда обыграла «Гренобль» (19:12), а в решающем матче встретилась с «Альби». Матч состоялся в Ажене, на арене «Стад Арманди» и завершился победой коллектива из Бордо со счётом 21:14. Таким образом, жирондинцы впервые в объединённом формате стали участниками высшего дивизиона.

## Текущий состав
Заявка на сезон Топ-14 2018/2019. Жирным выделены игроки, заигранные за национальные сборные.

## Известные игроки

### «Стад Бордле»
- Морис Бойо
- Альбер Дюпуи
- Марк Жиакарди
- Анри Лакассань
- Бернар Лапорт
- Венсан Москато
- Вильям Тешуйер

### «Бордо-Бегль Жиронд»
- Лисандро Арбицу
- Федерико Мендес
- Игнасио Фернандес-Лоббе
- Давид Бортолусси
- Лука Мартин
- Скотт Палмер
- Джош Джексон
- Морган Уильямс
- Эрик Раш
- Габриэль Брезояну
- Ги Аккосеберри
- Филипп Бернат-Салль
- Оливье Брузе
- Людовик Вальбон
- Лоран Дельбульбе
- Ришар Дурт
- Тьерри Дюсатуа
- Филипп Жимбер
- Патрис Кольясо
- Мишель Куртьоль
- Патрис Лагиске
- Бернар Лапорт
- Жан-Батист Лафон
- Кристоф Лоссюк
- Венсан Москато
- Марк же Ружмон
- Оливье Суржен
- Вильям Тешуйер
- Жак Шабан-Дельма
- Максим Шалон[фр.]
- Мирослав Немечек[фр.]

### После объединения
- Кэмерон Трелоур
- Адам Эшли-Купер
- Том Палмер
- Рафаэль Карбальо
- Николас Санчес
- Иан Мэдиган[англ.]
- Беньят Аузку
- Готье Жибуэн
- Франк Лаббе
- Фабьен Рофес
- Каролис Навицкас
- Вадим Кобылаш
- Максим Кобылаш
- Рохан Китсхофф
- Мэттью Кларкин
- Лэки Манро
- Брюс Рейхана
- Питер Саили
- Сета Таманивалу[англ.]
- Патрик Тоэту
- Хикаиро Форбс
- Хью Челмерс
- Сильвиу Флоря
- Оле Авеи
- Вунгакото Лило
- Эндрю Ма’илеи
- Авениси Васуинубу
- Джо Вакачегу
- Сиса Коямаиболе
- Матуисела Талебула
- Йохан Алиу
- Жюльен Аюди
- Лионель Боксис
- Тьерри Брана
- Яссан Бутеман
- Жан-Марселлин Бютен
- Лоанн Гийон
- Николя Декам
- Адам Жольяк
- Дамьен Ларрьё
- Гийом Лафорг
- Феликс Ле Бури
- Жан-Блез Леспинасси
- Ромэн Лонка
- Камий Лопез
- Луи-Бенуа Мадоль
- Джастин Пёрлл
- Жан-Батист Пу
- Паулин Рива
- Батист Серан[англ.]
- Жюльен Серон
- Маню Собюсс
- Себастьен Таофифенуа
- Франсуа Тиссо
- Андрю Шовё
- Мартин Ягр
- Хейни Адамс
- Беренд Бота
- Кобус ван Вик
- Стивен Китшофф
- Бис Ру